# Paměť slonů
Paměť slonů je jedenácté studiové album brněnské skupiny Kamelot. Vydáno bylo ve společnosti Venkow Records (A Universal Music Company) v roce 2001, mastering provedlo studio ADG Prague (Oldřich Slezák).

## Obsazení
Autorem všech textů a hudby je Roman Horký.
Složení skupiny
- Roman Horký – sólový zpěv, sólová kytara, bottleneck, doprovodná kytara
- Viktor Porkristl – doprovodná kytara, zpěv
- Pavel Plch – conga, pekuse, zpěv
- Jarda Petrásek – bicí nástroje, jako host
- Petr Vavřík – basa, jako host
- Milan Nytra – hammond organ, fender piano, jako host
- Spielberg kvartet – smyčcové nástroje, jako hosté
- Karel Macálka – zpěv, hammond organ, jako host
- Milan Straka – saxofón, jako host
- Karel Markytán – foukací harmonika, jako host
- Karel Holas – housle (Král zbojníků), jako host
- Láďa Chromeček, David Brom, Karel Macálka, Pavel Plch – sbor Křováků a vokalistů (Zvíře), jako hosté

## Skladby
1. Paměť slonů
2. Dlouhá pláž
3. Nenechám tě nikdy odejít
4. Zlatá klec
5. Šeherezáda
6. Zvíře
7. Retrospektiva
8. Když vlaky jedou
9. Naproti v motorestu
10. Legionář
11. Král zbojníků
12. Odplouváš